# Elachista michelseni
Elachista michelseni is een vlinder uit de familie van de grasmineermotten (Elachistidae). De wetenschappelijke naam van de soort is voor het eerst geldig gepubliceerd in 1992 door Traugott-Olsen.